# Kondopoga
Kondopoga (russisk: Кондопога, tr. Kondopoga; karelsk: Kondupohju) er en by i Republikken Karelija i Den Russiske Føderation. Byen ligger ved kysten af Kondopozjskaja-bugten i Onegasøen, nær mundingen af floden Suna, omkring 54 km fra Petrosavodsk. Kondopoga har 25.295(2023) indbyggere.
I Kondopoga ligger nogen af de største træmasse- og papirfabrikker i Østeuropa. Byen har en jernbanestation på Moskva-Murmansk-banen, en medicinsk højskole, og produktion af byggematerialer. 
Byen er første gang nævnt 1495, men betragtes som grundlagt 1563 og fik bystatus i 1938. Kondopoga har bibeholdt et sjældent monument over russisk træarkitektur — den 42 meter høje Maria himmelfarts kirke (russisk: Успенская церковь, tr. Uspenskaja tserkov) bygget i 1774.

## Galleri
- Maria himmelfarts kirke.
- Vandkraftværk.